# Sampeyre
Sampeyre (AFI: /samˈpɛire/, San Pèire in piemontese e occitano; dal 1940 al 1955 Sampeire) è un comune italiano di 987 abitanti della provincia di Cuneo in Piemonte, situato nella Valle Varaita, del quale rappresenta uno dei centri principali.

## Geografia fisica

### Territorio e orografia

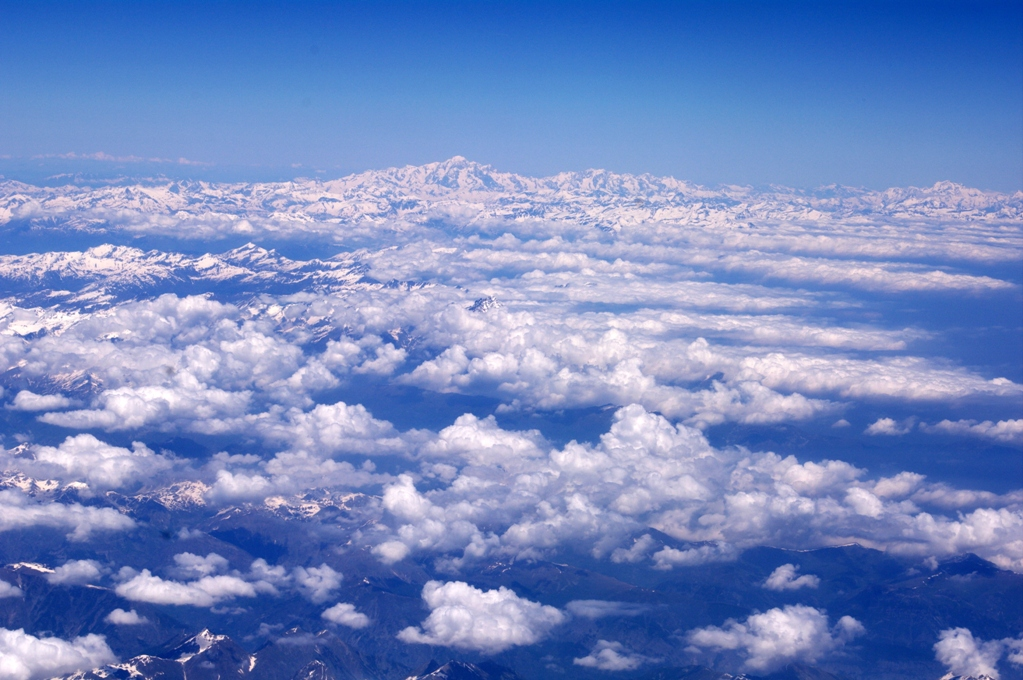
Panorama a volo d'uccello su Sampeyre: sullo sfondo le Alpi

Il comune di Sampeyre si sviluppa su entrambi i fianchi boschivi della valle Varaita, delimitato a nord dalla cresta spartiacque con la valle Po e a sud da quella con la valle Maira. Il confine con il comune di Casteldelfino è una linea pressoché retta orientata nord-sud, che unisce la cima delle Lobbie al colle di Sampeyre; il confine orientale è invece una linea più articolata, che partendo dal monte Birrone a sud, sale seguendo le creste montane al monte Ricordone, per poi seguire la cresta secondaria che conduce al bric la Costa, sullo spartiacque secondario tra la valle di Gilba e la valle Po.
Il versante in destra orografica, esposto a nord, ubac in occitano, è caratterizzato da versanti abbastanza scoscesi, con numerosi boschi, mentre sul versante della sinistra orografica, esposto a sud, adrecc in occitano, sono più diffusi i pascoli e la sua pendenza è tendenzialmente minore. Sempre sul versante sinistro, è presente l'estensione più occidentale del vasto bosco dell'Alevè, la più grande pineta di pino cembro in Europa.
La quota minima del territorio comunale è di 798 m s.l.m., mentre la quota massima sono i 3015 m s.l.m. della cima delle Lobbie; il capoluogo si trova ad una quota su 946 m s.l.m..

### Idrografia
Dal punto di vista idrografico, il territorio comunale è compreso nell'area del bacino del Po e del Tanaro, ma in generale gli altri corsi d'acqua presenti sono generalmente brevi e a corso ripido, con scarsa portata d'acqua, maggiore in inverno ed in corrispondenza dei periodi più piovosi.

### Sismologia
Per quanto riguarda il rischio sismico, il comune di Sampeyre è classificato nella zona 3, ovvero soggetta a scuotimenti modesti.

### Clima
Il clima di Sampeyre ha delle caratteristiche che rimandano chiaramente al clima continentale, in particolare derivato dalla presenza dei vicini rilievi del Monviso che si oppongono alle influenze più miti provenienti dal Mediterraneo. Esso è contraddistinto da inverni freddi, e per contro estati calde e afose. L'area è contraddistinta anche da boschi.
| SAMPEYRE                    | Mesi   | Mesi   | Mesi   | Mesi   | Mesi   | Mesi   | Mesi   | Mesi   | Mesi   | Mesi   | Mesi   | Mesi   | Stagioni | Stagioni | Stagioni | Stagioni | Anno |
| SAMPEYRE                    | Gen    | Feb    | Mar    | Apr    | Mag    | Giu    | Lug    | Ago    | Set    | Ott    | Nov    | Dic    | Inv      | Pri      | Est      | Aut      | Anno |
| --------------------------- | ------ | ------ | ------ | ------ | ------ | ------ | ------ | ------ | ------ | ------ | ------ | ------ | -------- | -------- | -------- | -------- | ---- |
| T. max. media (°C)          | 5,3    | 7,0    | 10,9   | 14,7   | 19,1   | 23,6   | 26,6   | 25,4   | 21,5   | 15,4   | 9,6    | 6,3    | 6,2      | 14,9     | 25,2     | 15,5     | 15,5 |
| T. min. media (°C)          | −1,8   | −0,7   | 2,6    | 6,1    | 9,9    | 13,9   | 16,6   | 16,1   | 13,0   | 7,8    | 2,9    | −0,4   | −1,0     | 6,2      | 15,5     | 7,9      | 7,2  |
| Nuvolosità (okta al giorno) | 4      | 4      | 4      | 5      | 4      | 4      | 3      | 4      | 5      | 4      | 4      | 3      | 3,7      | 4,3      | 3,7      | 4,3      | 4    |
| Precipitazioni (mm)         | 52     | 51     | 88     | 116    | 126    | 88     | 44     | 53     | 77     | 109    | 94     | 64     | 167      | 330      | 185      | 280      | 962  |
| Giorni di pioggia           | 5      | 5      | 8      | 9      | 10     | 8      | 5      | 5      | 6      | 8      | 7      | 5      | 15       | 27       | 18       | 21       | 81   |
| Giorni di nebbia            | 3      | 2      | 1      | 1      | 1      | 1      | 0      | 1      | 1      | 3      | 3      | 5      | 10       | 3        | 2        | 7        | 22   |
| Vento (direzione-m/s)       | SW 2,2 | SW 2,2 | SW 2,2 | NE 2,3 | NE 2,2 | NE 2,2 | NE 2,2 | NE 2,1 | NE 2,1 | SW 2,1 | SW 2,2 | SW 2,3 | 2,2      | 2,2      | 2,2      | 2,1      | 2,2  |

## Origine del nome
Il nome del paese equivale a quello di San Pietro che nel linguaggio della popolazione locale era detto di San Peyre. Da qui il nome poi unito di Sampeyre. 
Nel 1940 il nome del comune venne italianizzato dal governo fascista in "Sampeire"; nel 1955 riprese il nome originale.

## Storia

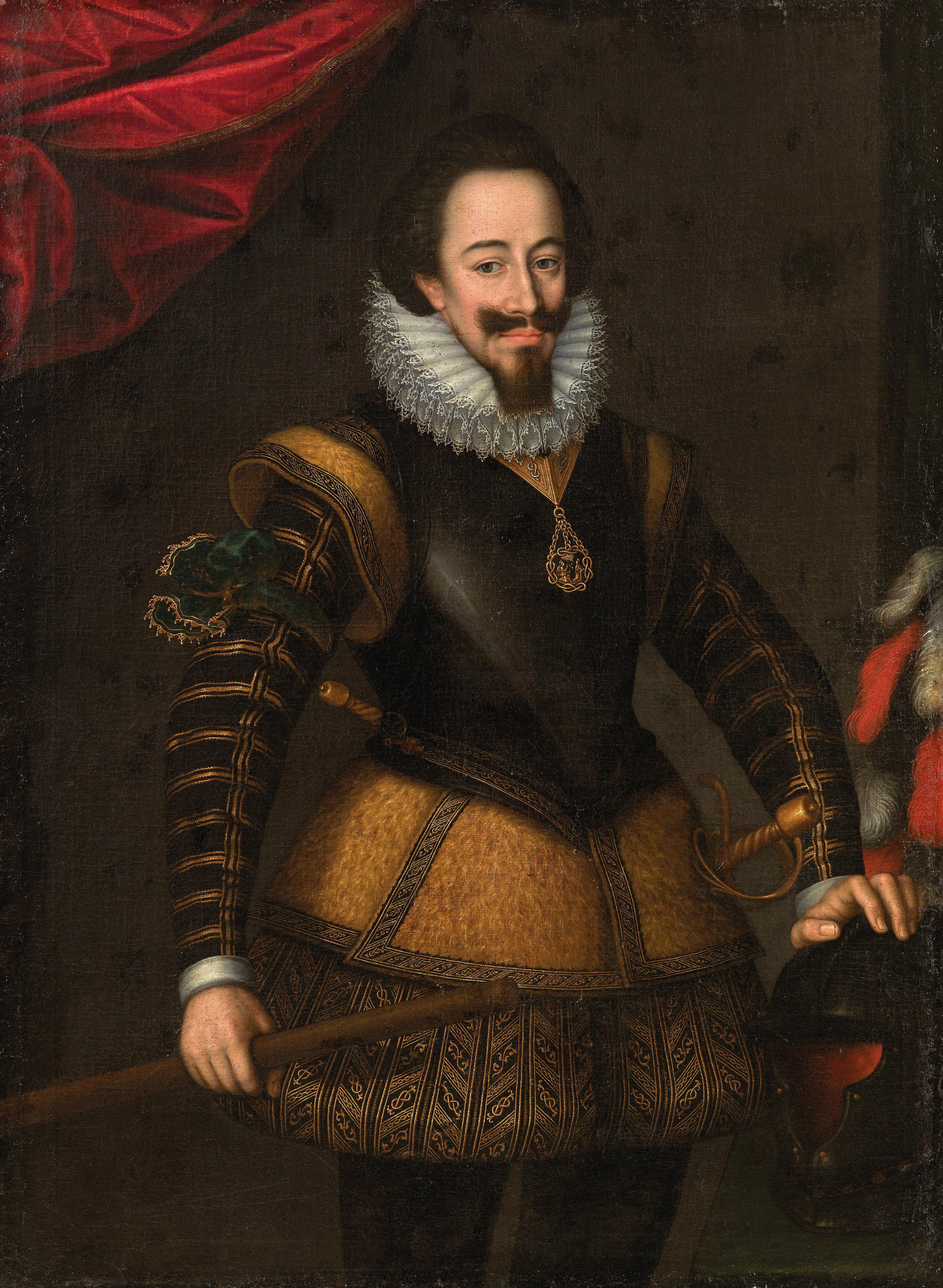
Carlo Emanuele I di Savoia incorporò il territorio di Sampeyre nel ducato di Savoia

La zona di Sampeyre è stata abitata sin da tempi preistorici, ma ebbe un primo sviluppo sistematico in epoca romana. Col crollo dell'impero, nel V secolo subì dapprima l'invasione dei Goti e, successivamente, quella dei Franchi e dei Saraceni nell'VIII e nel X secolo; questi ultimi vennero scacciati dagli stessi abitanti del borgo.
In seguito la zona fece parte del Marchesato di Saluzzo, acquisendo una certa importanza strategica data la sua posizione di confine con la regione francese del Delfinato. La borgata denominata Confine ed ancora oggi esistente, prende il suo nome proprio dalla sua posizione al limitare dei due territori. In epoca medievale Sampeyre era ancora costituita da un agglomerato di piccoli borghi disposti in una zona pianeggiante presso il torrente Varaita, corrispondente grossomodo a quella attualmente occupata dal paese; col tempo, i vari piccoli borghi, espandendosi, si fusero fino alla creazione di un centro abitato unico di una certa consistenza.
Nel 1548 il borgo passò sotto la dominazione francese e nel 1580 subì per questo il saccheggio ad opera degli Ugonotti che, tra le altre cose, rasero al suolo il campanile della chiesa parrocchiale. Seguendo le sorti del marchesato di Saluzzo, nel 1588 il territorio di Sampeyre fu incorporato nel ducato di Savoia per opera del duca Carlo Emanuele I.
Il territorio del comune fu teatro di scontri durante la guerra di successione austriaca del XVIII secolo. Ne rimangono testimonianza i ruderi dei fortini di Crosa, sulla cima omonima, resti di un campo trincerato dell'esercito franco-spagnolo risalente al 1744.
Per la sua posizione di confine con la Francia, anche il comune di Sampeyre fu interessato dalle attività militari volte alla difesa e fortificazione della zona durante il periodo del primo conflitto mondiale. Ne è un esempio la batteria del Collet, postazione di artiglieria in barbetta con complesso di casermaggio, situata in destra orografica sopra l'abitato di Rore.

### Simboli
La descrizione araldica dello stemma di Sampeyre è la seguente:
La descrizione araldica del gonfalone di Sampeyre è la seguente:
Lo stemma e il gonfalone sono stati concessi ufficialmente con decreto del presidente della Repubblica del 2 agosto 1982.
Le lettere maiuscole "S" e "P" sono le iniziali del nome del borgo secondo la dicitura antica, ovvero San Peyre, divenuto poi Sampeyre per contrazione.

## Monumenti e luoghi d'interesse

### Architetture religiose

#### Chiesa parrocchiale dei santi Pietro e Paolo

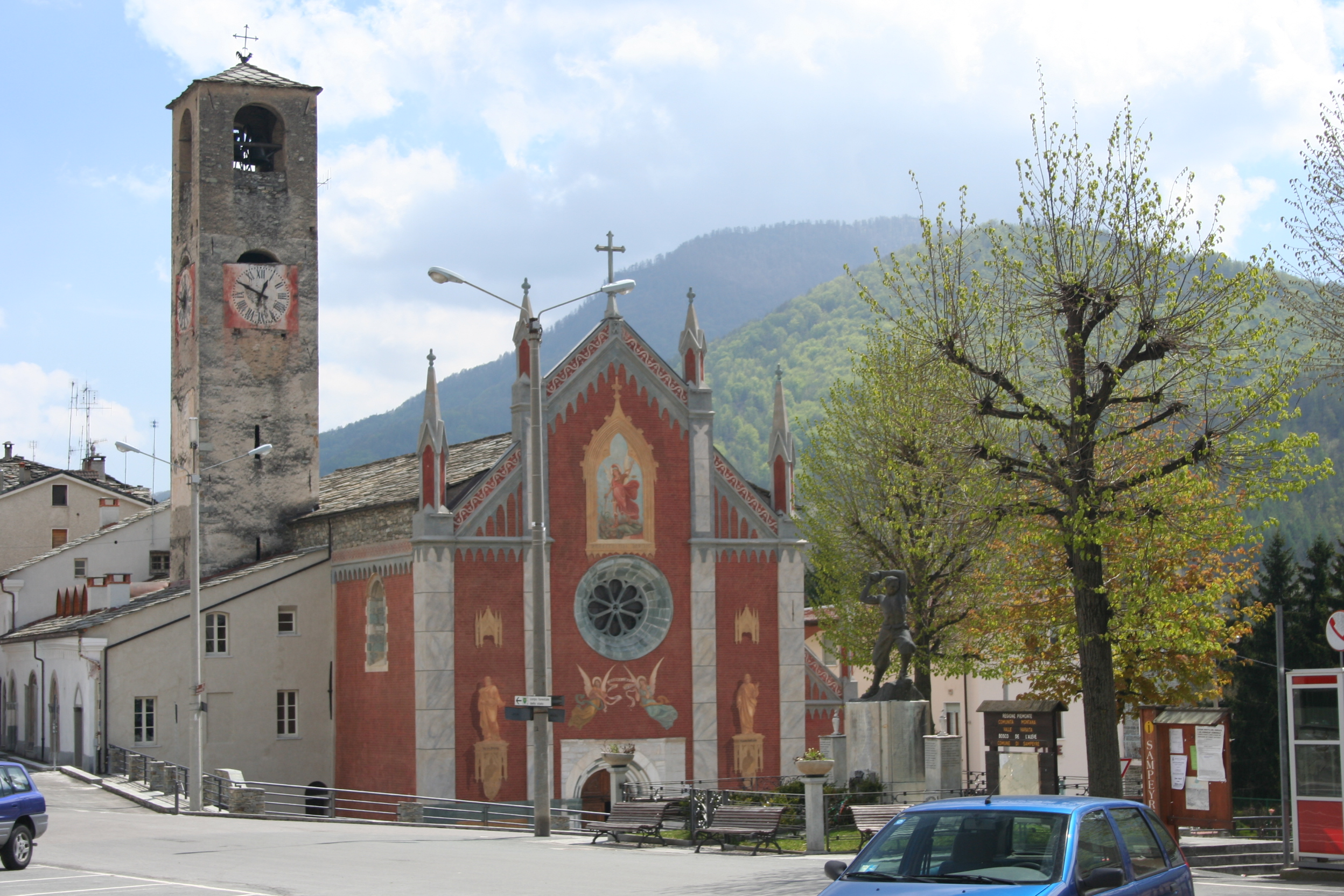
La chiesa dei Santi Pietro e Paolo di Sampeyre

La chiesa parrocchiale dei santi Pietro e Paolo di Sampeyre risale al XV secolo ed è posta nel centro cittadino.
La struttura presenta un impianto romanico-gotico, ancora evidente malgrado il rimaneggiamento ottocentesco che andò ad incidere prevalentemente nella configurazione della facciata. Originali sono il rosone presente davanti alla chiesa e il portale strombato, decorato con teste di uomini e di animali. Sulla sinistra, sotto il campanile, è possibile ancora notare un portone risalente al 1462 come recita un'iscrizione. Il campanile venne abbattuto dagli ugonotti alla fine del Cinquecento e subito ricostruito dopo la loro cacciata.
L'interno della chiesa si presenta a tre navate, distinte da capitelli scolpiti e da semicolonne. Il fonte battesimale in marmo (risalente al 1482) è stato realizzato della bottega degli Zabreri di Pagliero di San Damiano Macra. Le pareti sono adorne di affreschi risalenti al XV secolo, eseguiti dai fratelli Biazaci di Busca con episodi tratti dalla Bibbia, dal Vangelo e da vangeli apocrifi.

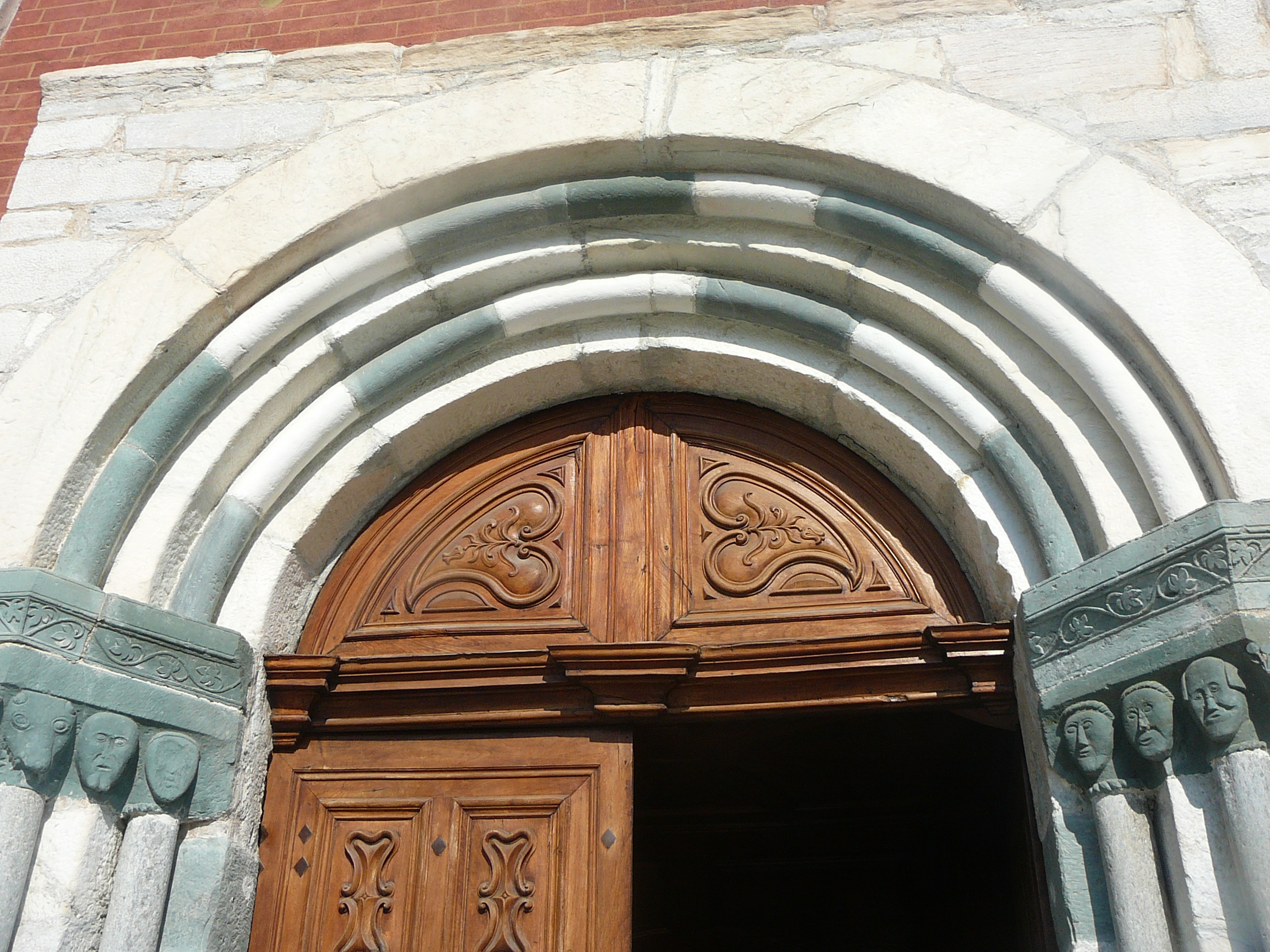
Chiesa SS. Pietro e Paolo, portale
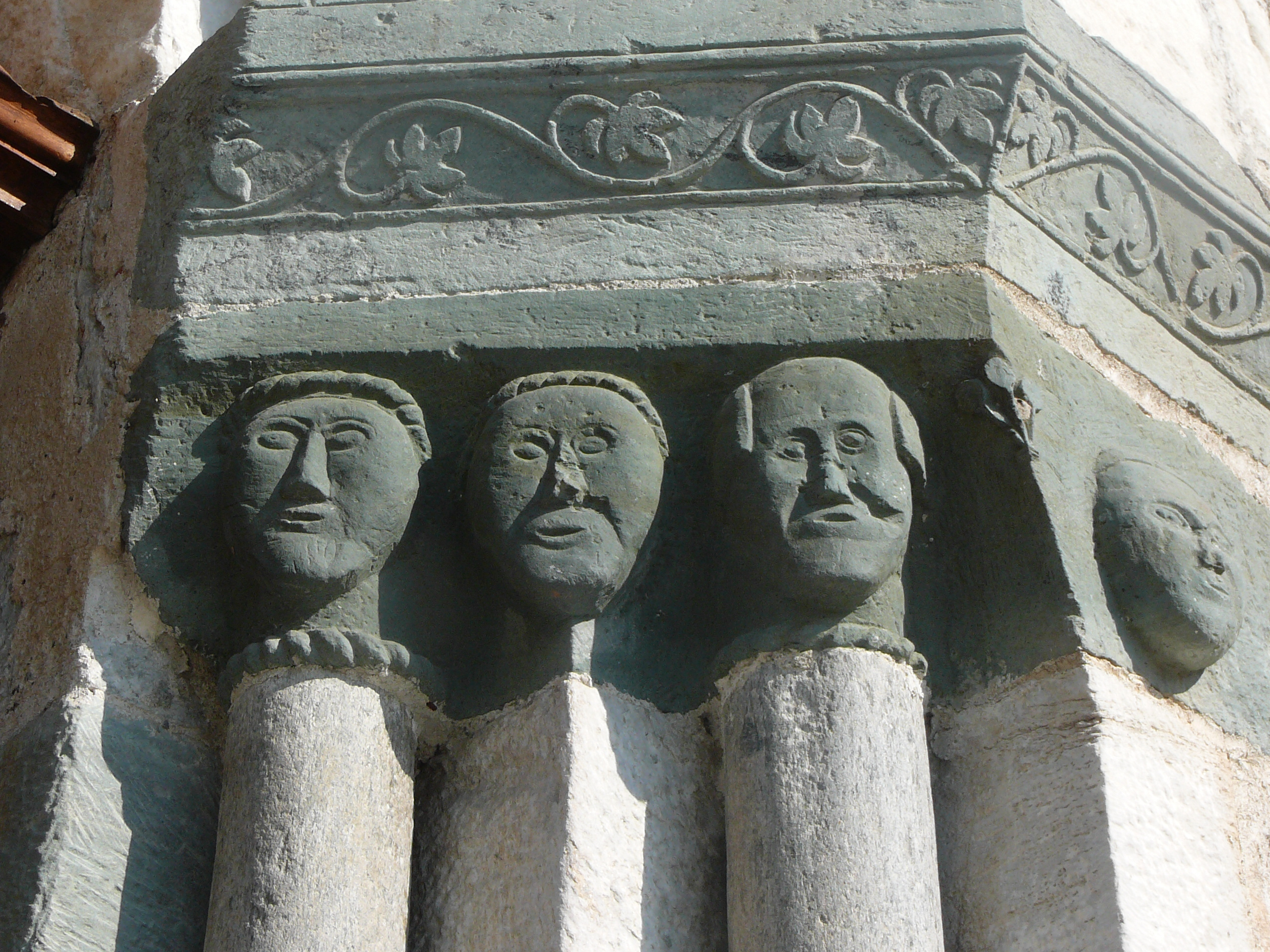
Chiesa SS. Pietro e Paolo, particolare del portale strombato
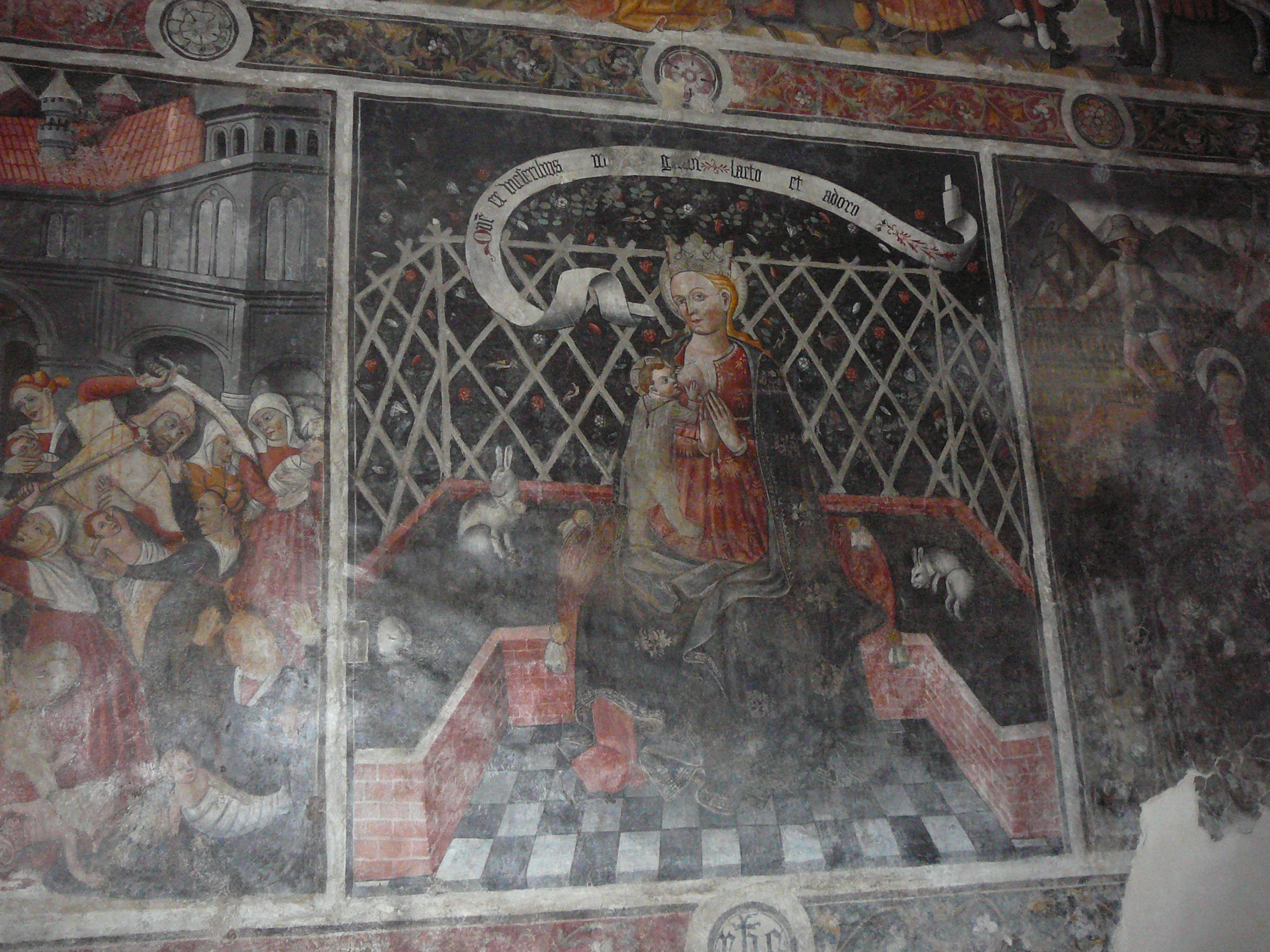
Chiesa SS. Pietro e Paolo, interno: affresco della Madonna della conigliera
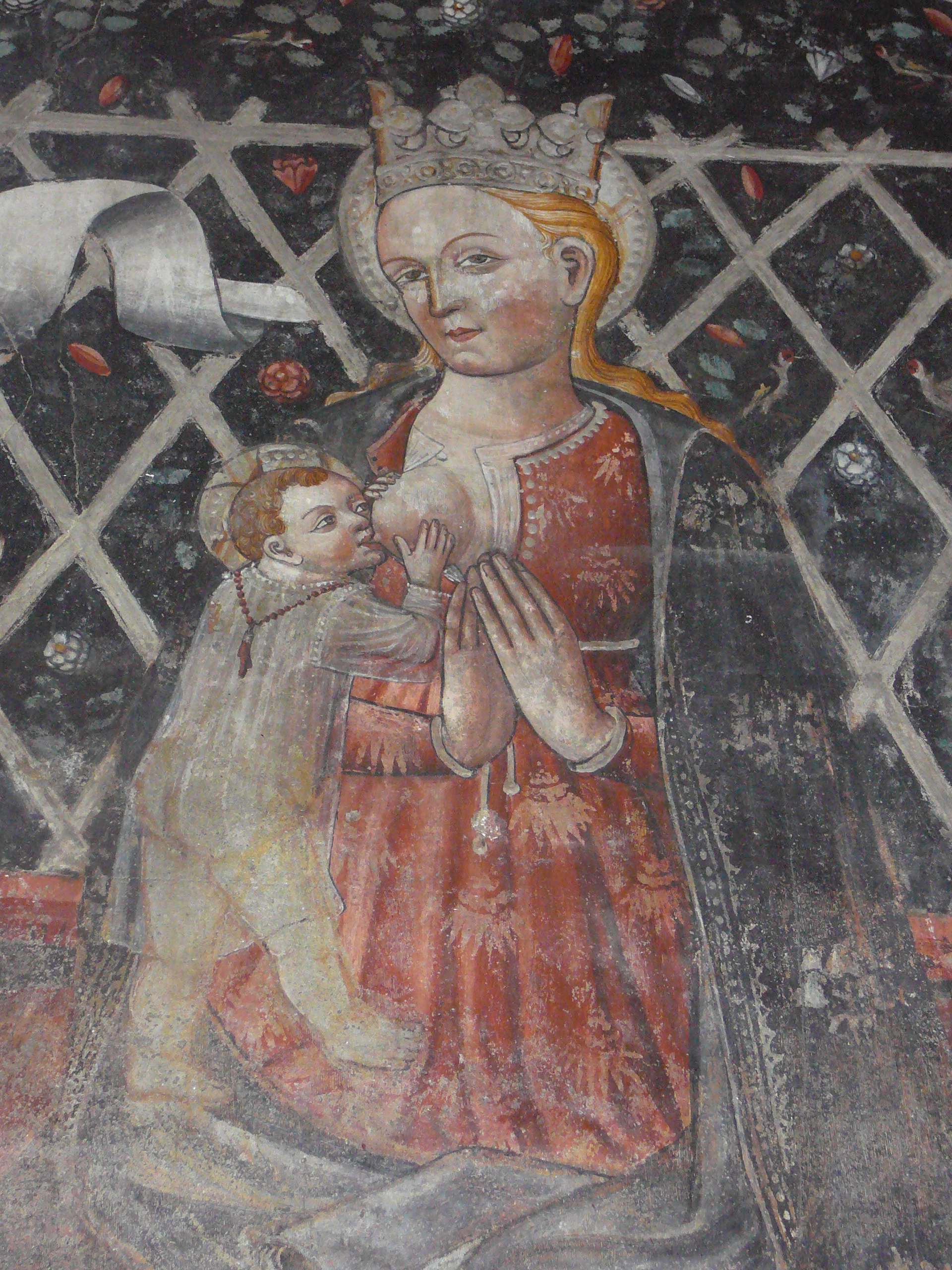
Chiesa SS. Pietro e Paolo, interno: affresco- particolare
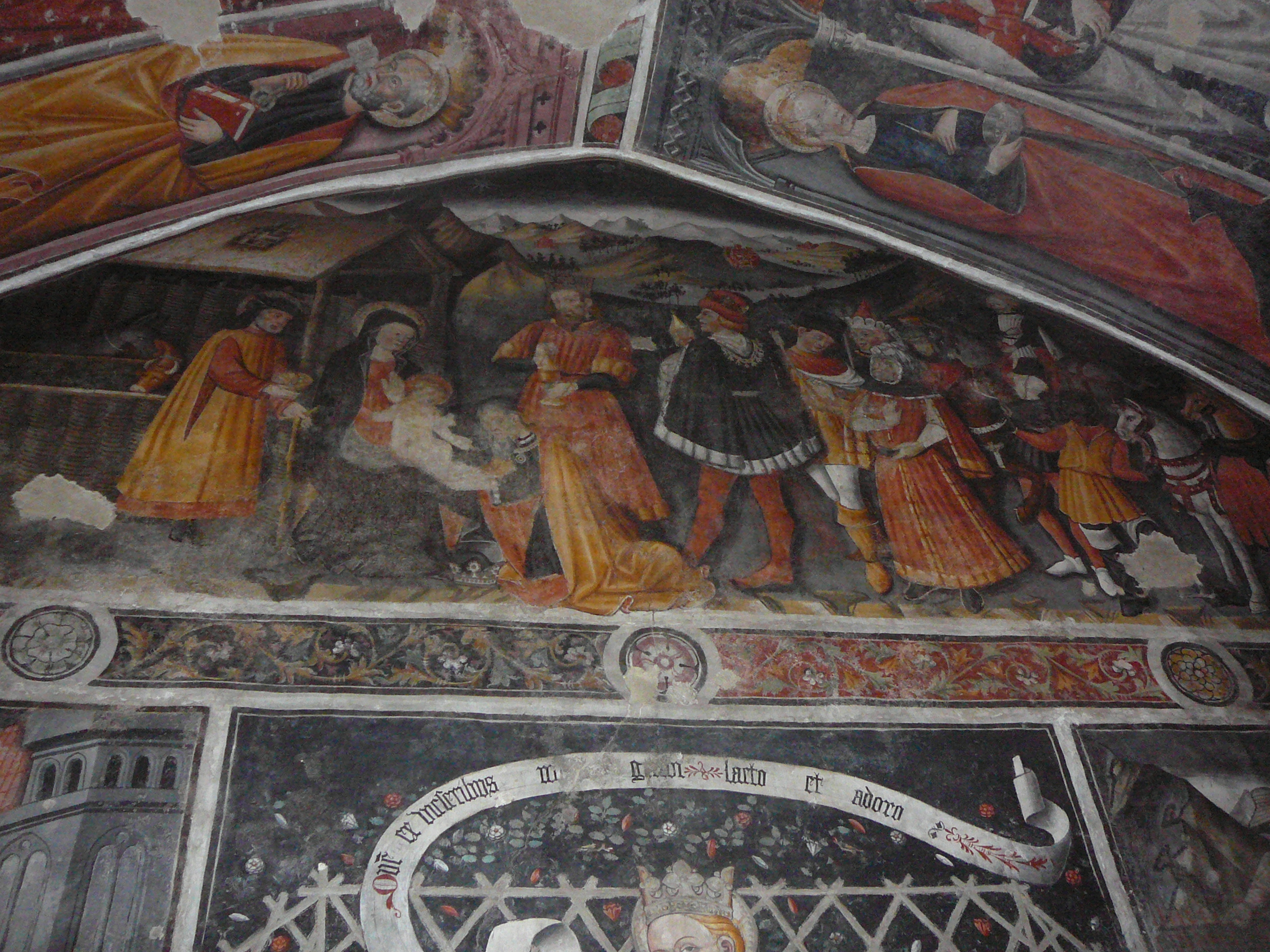
Chiesa SS. Pietro e Paolo, interno: affresco
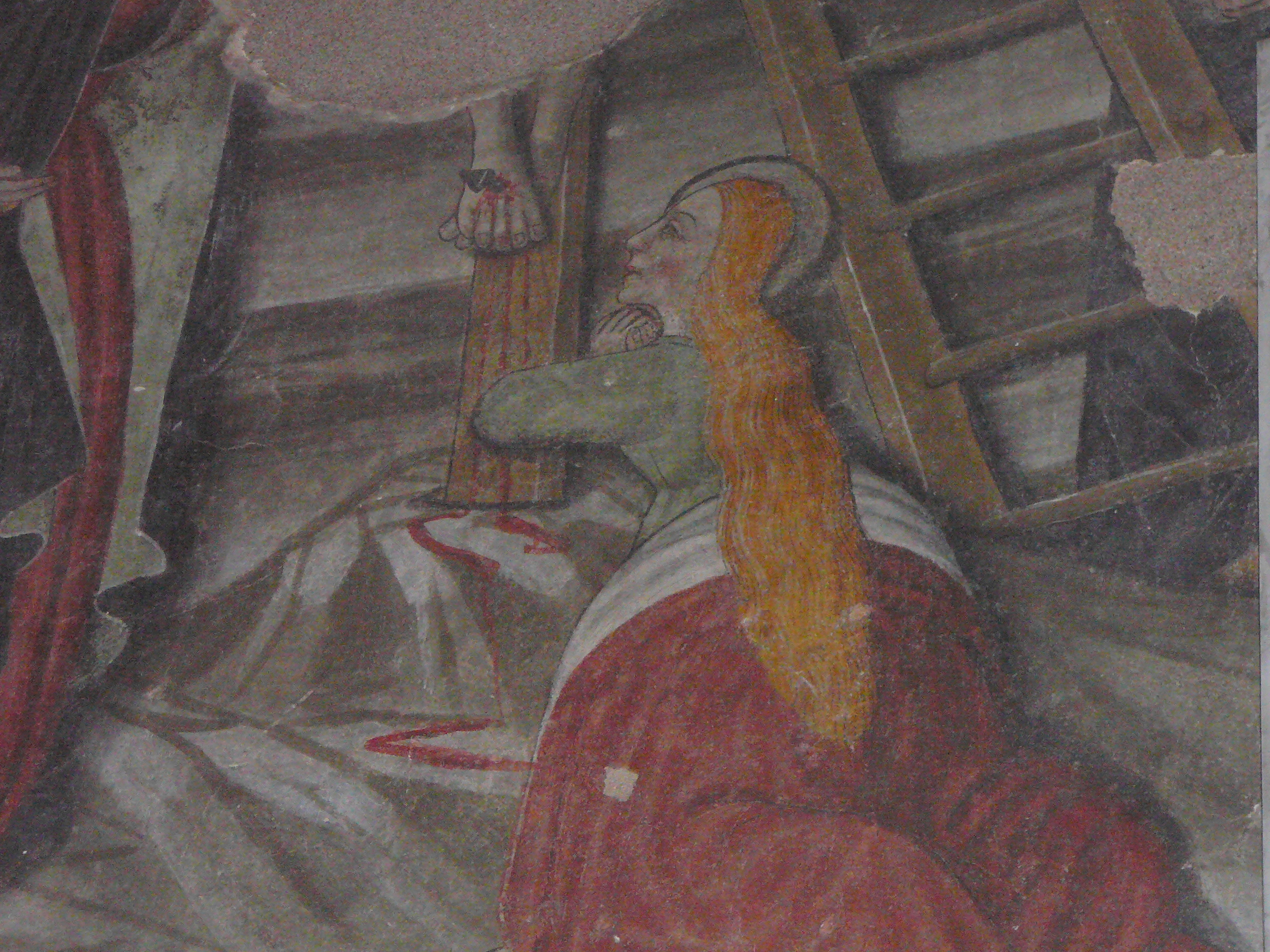
Chiesa SS. Pietro e Paolo, interno: affresco- la Maddalena
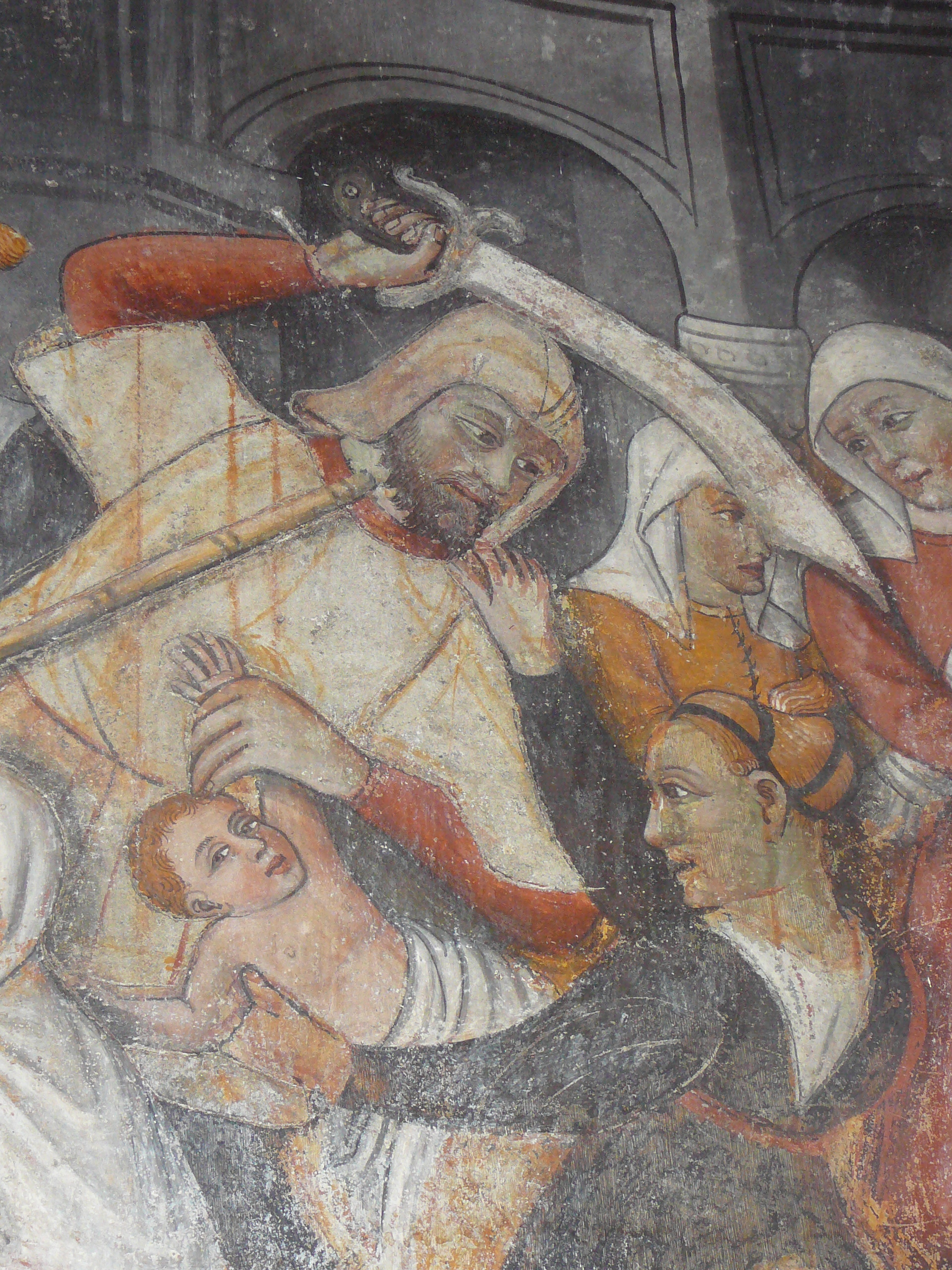
Chiesa SS. Pietro e Paolo, interno: affresco- la strage degli innocenti
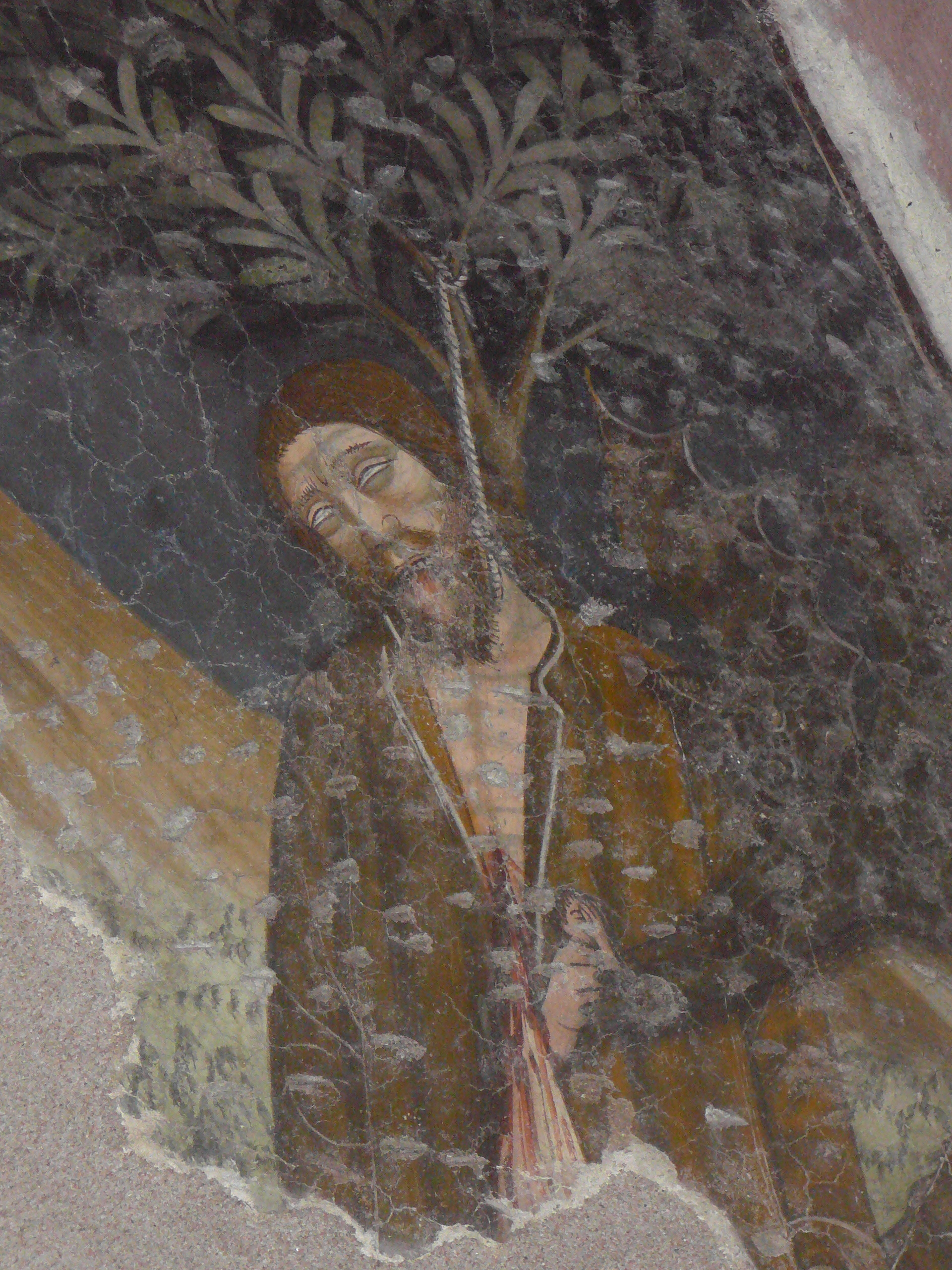
Chiesa SS. Pietro e Paolo, interno: affresco- Giuda
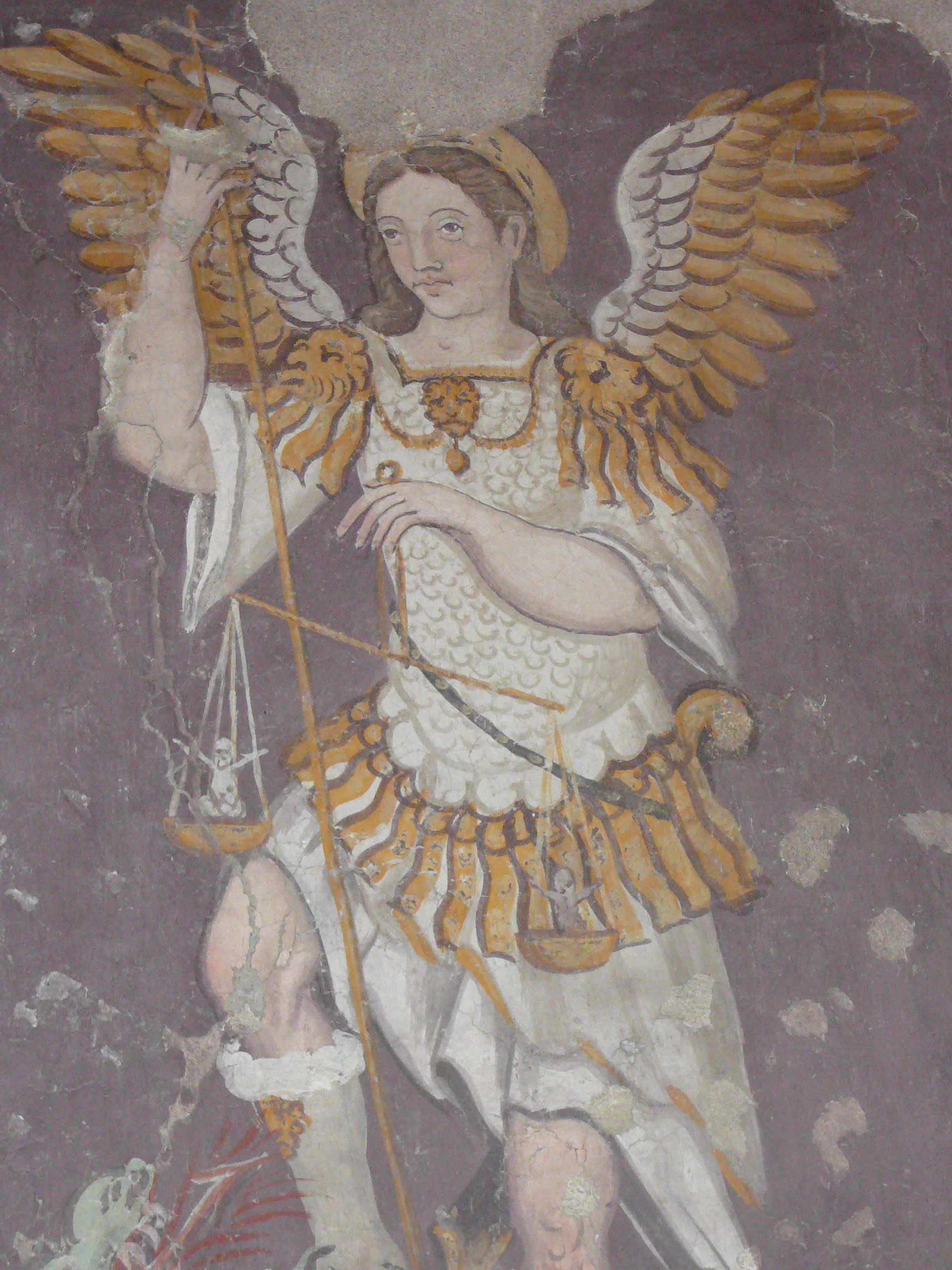
Chiesa SS. Pietro e Paolo, interno: affresco- l'angelo

#### Santuario

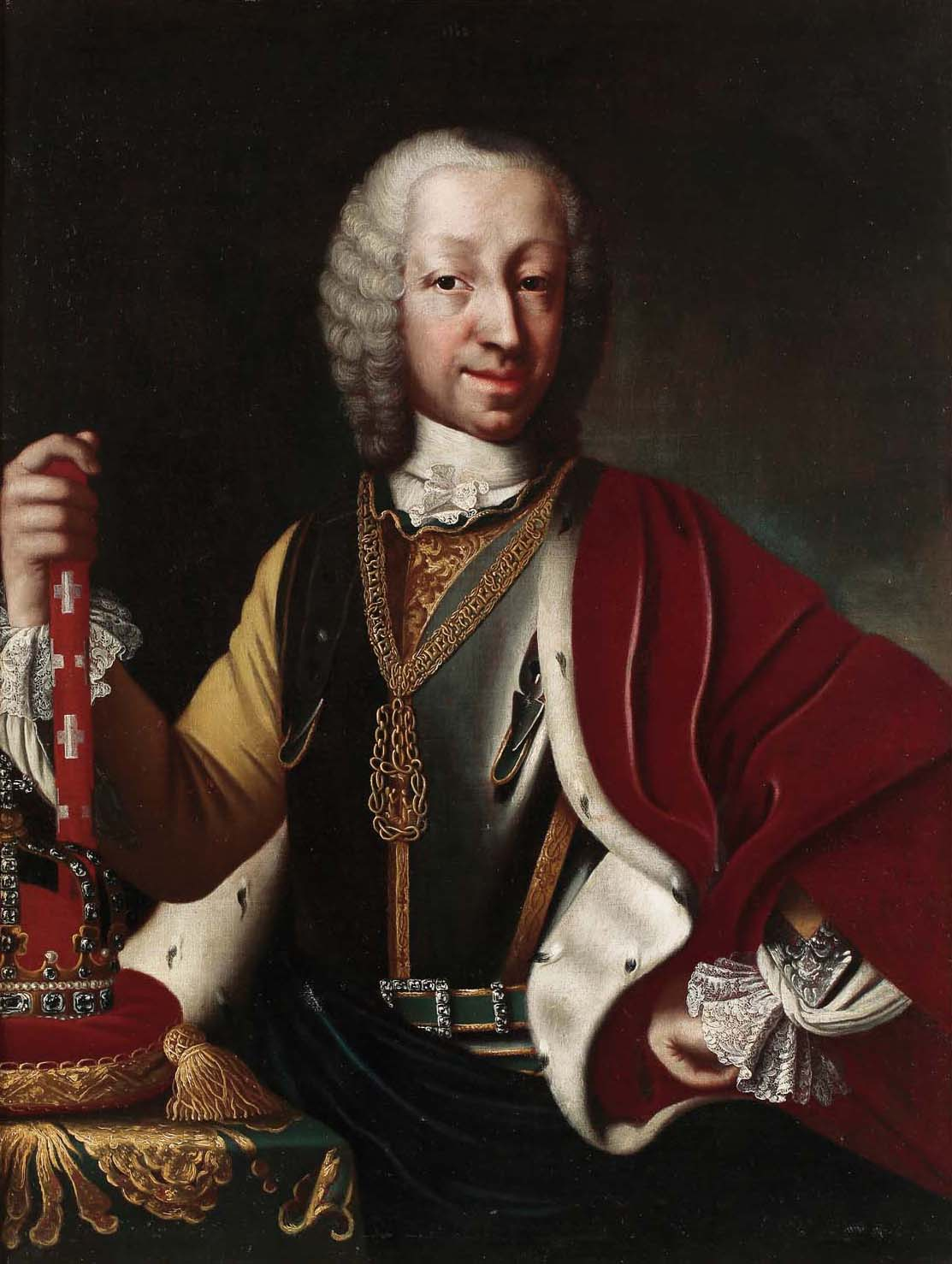
Re Carlo Emanuele III di Savoia beneficò il santuario di Becetto con la donazione di un cospicuo tesoro d'arte orafa

Il santuario si trova in frazione Becetto e risale agli inizi del XIII secolo anche se venne successivamente rimaneggiato. Già tra le dipendenze dell'abbazia di Santa Maria di Rivalta in antichità, divenne sede della parrocchia della Natività di Maria Vergine e di Sant'Antonio. La struttura originaria venne costruita ad opera dei capimastri Giovanni Garnaldo e Giraudo Garzino. Già nel corso del Duecento il sito divenne meta di pellegrinaggi.
L'interno del santuario presenta elementi decorativi molto variabili del tempo: da un depositorio per gli oli sacri risalente all'epoca del dominio dei marchesi di Saluzzi alla cappella marchionale del Quattrocento, sino agli affreschi ottocenteschi presenti negli altari laterali. L'altare maggiore venne realizzato nelle forme attuali nel 1629. La devozione al santuario continuò anche sotto i Savoia ed in particolare re Carlo Emanuele III donò al santuario il cosiddetto "tesoro" composto da elementi di raffinata oreficeria piemontese come ex voto per la vittoria durante la guerra di successione austriaca che segnò particolarmente il comune e l'intera vallata nel quarto decennio del Settecento.

#### Cappella di Maria Ausiliatrice (fraz. Chiotti)
La cappella sorge presso la frazione Chiotti, lungo un sentiero di collegamento tra due diverse frazioni. 
Edificato nel primo Novecento, l'edificio sacro consta di un unico ambiente improntato sull'orientamento ovest-est con volta a botte e portico d'ingresso.
Le pitture in facciata sono del sampeyrese Francesco Agnesotti.

### Architetture civili
L'architettura locale conserva ancora numerose testimonianze del periodo medievale sia nel centro storico che nelle frazioni. Nel capoluogo si trova casa Clary, un classico esempio di casa nobiliare risalente al '400. Al centro del paese sorge Casa Agnesotti che fu la casa di famiglia dell'omonima stirpe di pittori sacri itineranti operanti nell'area di Sampeyre e del cuneese tra XVIII e XX secolo.

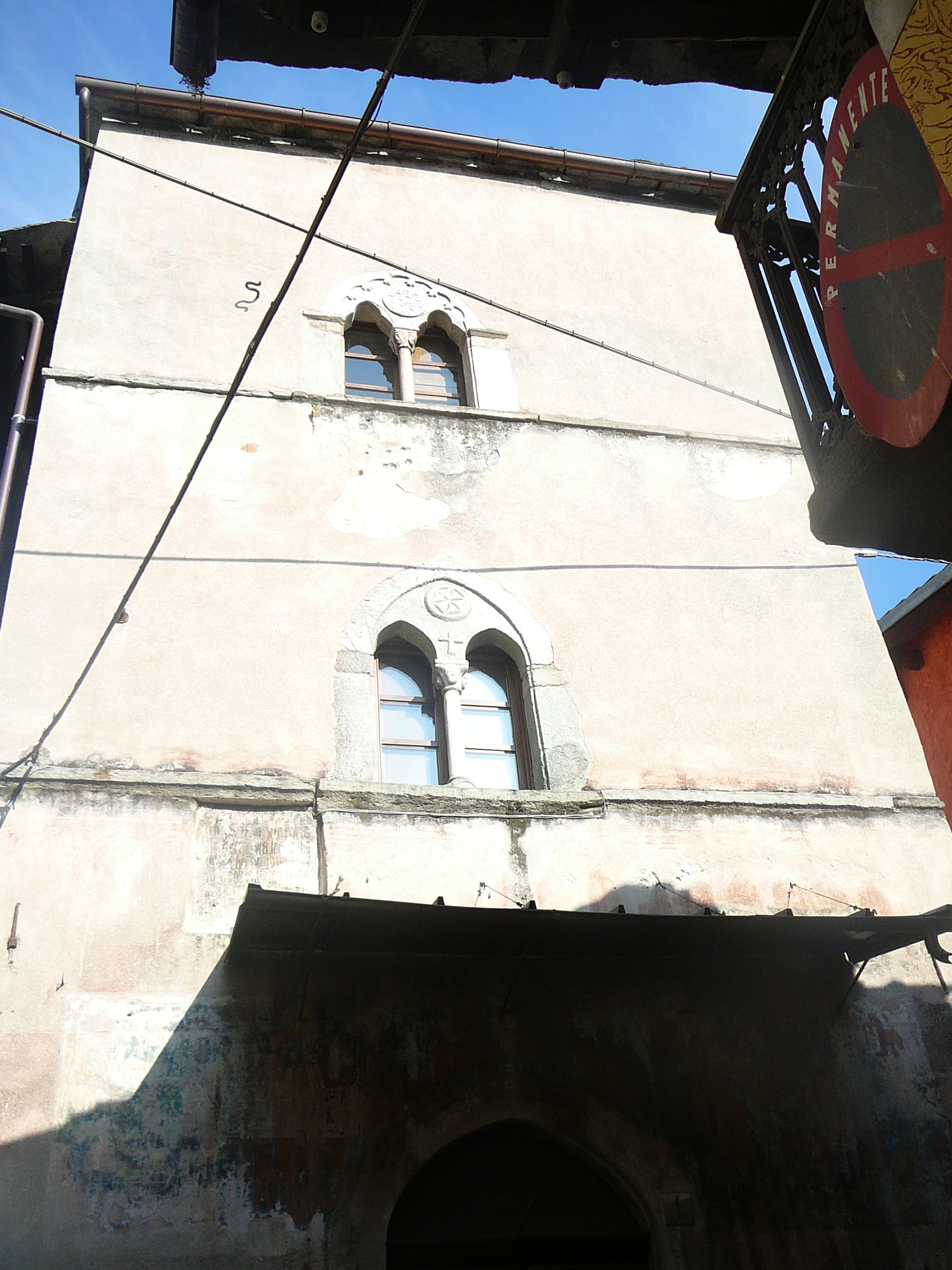
Casa Clary - ex palazzo comunale
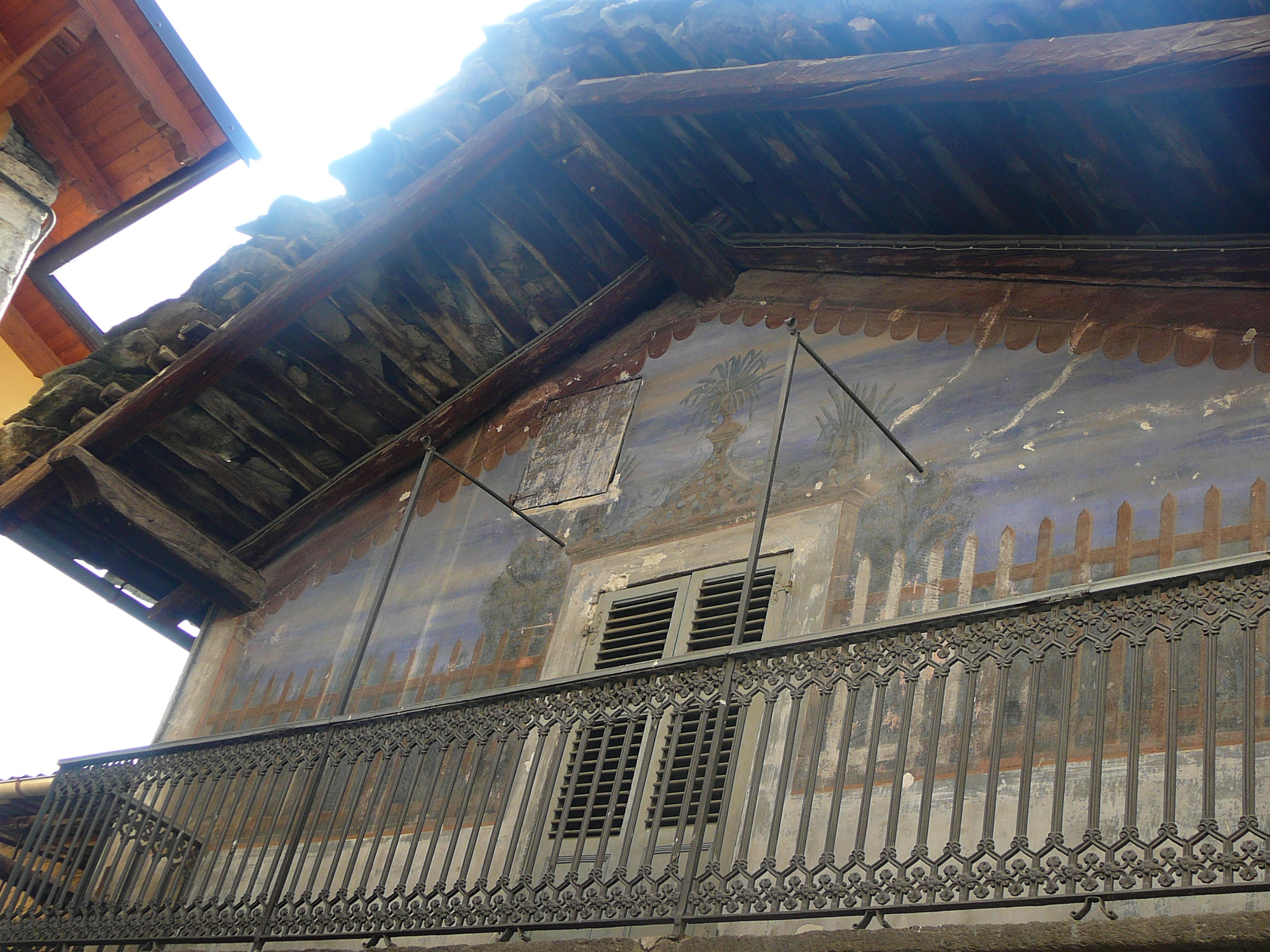
Facciata affrescata

## Cultura

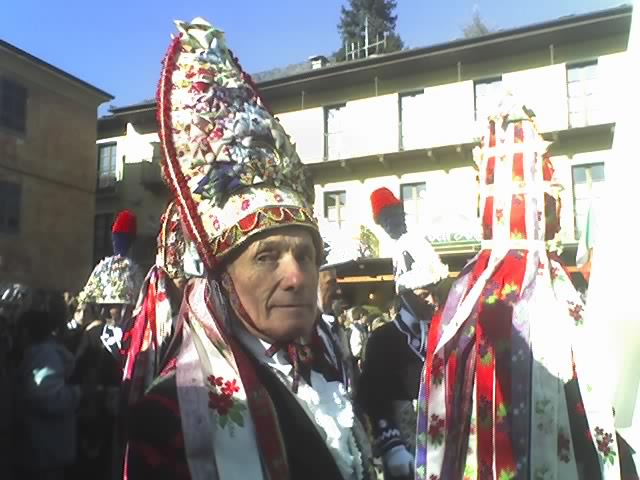
La tradizionale festa del Baìo commemora la cacciata dei Saraceni dal paese nel X secolo

Il territorio di Sampeyre offre diversi spunti culturali, tra manifestazioni e strutture. Esso, come tutta la valle Varaita, appartiene all'area di cultura occitana; vi si parla ancora correntemente la lingua occitana. Tra le manifestazioni tipiche, notevole è la Baìo, antica rievocazione storica della cacciata dei Saraceni dalla valle, che si ripete ogni cinque anni. Altra manifestazione tipica è Lou cianto viol (che significa letteralmente Il canta sentieri, in occitano), passeggiata sui sentieri di montagna accompagnata da canti e musiche tradizionali dell'area, che si svolge annualmente a partire dagli anni ottanta del Novecento tra le frazioni di Rore e Becetto. La memoria dell'antica vita di montagna e delle tradizioni ad essa collegate viene mantenuta viva dal museo etnografico del comune.
Numerose sono anche le manifestazioni brevi a carattere estivo o invernale.

## Geografia antropica
Il comune di Sampeyre dispone in tutto di 40 tra frazioni e località, articolate tra il fondovalle e le alture circostanti. Il capoluogo, Piasso, si trova sul fondovalle, poco al di sopra del torrente Varaita. In corrispondenza del capoluogo il torrente si immette in un lago artificiale, parte del complesso di opere per lo sfruttamento idroelettrico delle acque della valle Varaita. Anche le frazioni di Rore e Calchesio si trovano in prossimità del fondovalle, mentre le altre frazioni principali si trovano a mezza costa, principalmente sul versante in sinistra orografica.

## Economia
Un tempo basata sulla tradizionale agricoltura di montagna, l'economia comunale si è adeguata ai tempi. Dagli anni sessanta del Novecento, Sampeyre ha vissuto un notevole sviluppo turistico stagionale, ma non mancano anche attività artigianali ed industriali.
Sul territorio comunale è presente una centrale idroelettrica, parte di un complesso che sfrutta le acque del Varaita su tutta la lunghezza della valle, dalla diga di Castello fino alla centrale di Venasca.

### Turismo
L'offerta turistica del Comune punta sia sull'escursionismo estivo che sull'attività sciistica invernale. Il territorio comunale conta su 6 alberghi, ed offre un totale di 12000 posti letto in case turistiche. Tutti gli anni, l'ultimo week-end del mese di settembre si tiene la Fiera di S. Michele con l'esposizione del cavallo di razza Merens.

#### Escursionismo estivo

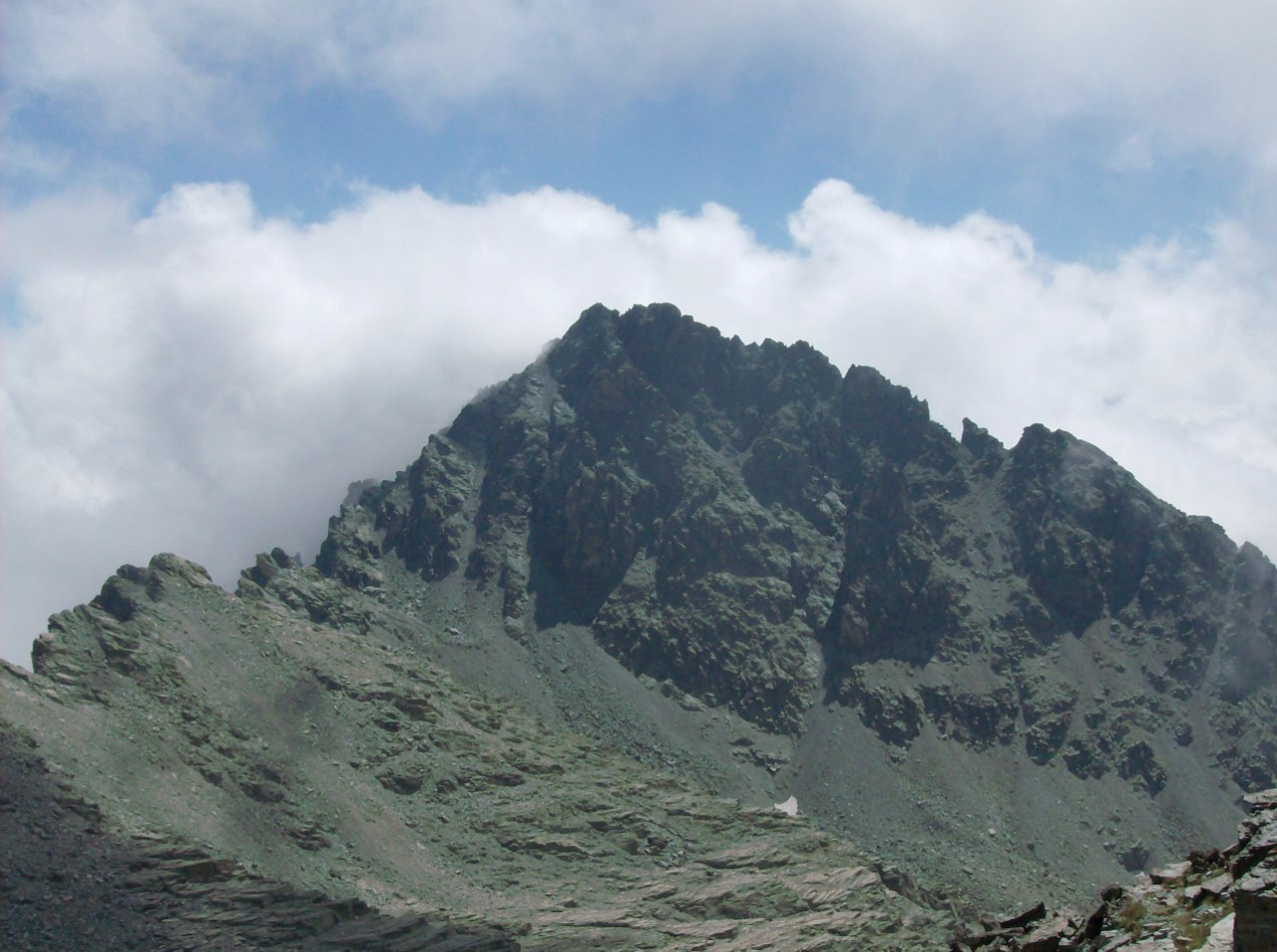
La cima delle Lobbie è la più alta dell'area di Sampeyre

Numerose sono le escursioni estive possibili in comune di Sampeyre. Tra le montagne presenti nel territorio comunale, o comunque sul suo confine, vi sono:
- cima delle Lobbie (3015 m)
- punta delle Guglie
- punta Rasciassa
- cima di Crosa
- testa di Garitta Nuova
- monte Ricordone (1764 m)
- monte Nebin
- monte Rastcias
- monte Birrone (2131 m)

Queste montagne offrono escursioni di diversa difficoltà, dalla passeggiata nei boschi fino ad itinerari alpinistici.
Di notevole interesse naturalistico è il bosco dell'Alevè, che si estende in gran parte sul territorio di Sampeyre, ed è facilmente accessibile sia dal capoluogo, che dalle sue frazioni.
In frazione Rore è interessante compiere l'escursione alla Tumpi la Pisso (la marmitta della cascata). Si tratta di un facile sentiero, ricco di cartelli esplicativi, che unisce spunti naturalistici a spunti culturali: parte del sentiero è infatti dedicata alla leggenda locale dei sarvanòt, spiriti dei boschi, rappresentati in un tratto del sentiero da manichini realizzati dagli alunni delle scuole locali.

#### Attività invernale
Nel comune di Sampeyre vi sono degli impianti di risalita appartenenti al comprensorio denominato Monvisoneve. Gli impianti si trovano nel vallone di sant'Anna, che conduce al colle di Sampeyre, e sono costituiti da due seggiovie biposto e due skilift. Le piste sono di media difficoltà, e sono indicate come adatte a sciatori principianti. Possono usufruire di comodi punti d'appoggio quali il Ristoro Sant'Anna (al 2024 in ristrutturazione), alla stazione tra le due seggiovie, ed il rifugio Meira Garneri, all'arrivo della seconda seggiovia.
Sono anche presenti una pista per sci di fondo ed una pista di pattinaggio su ghiaccio naturale di 650 metri quadrati, mentre numerose sono le possibilità di praticare lo scialpinismo, ricalcando gli itinerari estivi.

#### Altri punti d'interesse
Il lago artificiale presente in paese, nel quale è possibile praticare la pesca sportiva.
È presente inoltre un centro sportivo polifunzionale dove è possibile praticare sport quali: tennis, tennis tavolo (ping-pong), calcetto, beach-volley, ed è il punto di partenza per escursioni con mountain-bike e downhill. Durante il periodo estivo la seggiovia offre anche un servizio di trasporto biciclette.
In alcune frazioni è offerta anche la possibilità di passeggiate ed escursioni a cavallo.

## Società

### Evoluzione demografica
Abitanti censiti

Nel Novecento e sino agli ultimi anni il comune, come altre comunità montane italiane, ha risentito dello spopolamento a favore di altre aree cittadine.

### Etnie e minoranze straniere
Secondo i dati ISTAT al 1º gennaio 2021 la popolazione straniera residente a Sampeyre era di 36 persone, costituenti il 3,6% della popolazione totale. Le nazionalità rappresentate in base alla loro percentuale sul totale della popolazione residente erano:
1. Ucraina 10
2. Albania 7
3. Francia 7
4. Romania 7
5. Svizzera 1
6. Moldavia 1
7. Argentina 1
8. Filippine 1
9. Sierra Leone 1

### Lingue e dialetti
A fianco dell'italiano, nel comune è diffuso il dialetto piemontese e la lingua occitana.

### Religione
| Religione                                         | Religione |  | Percentuale | Percentuale |
| ------------------------------------------------- | --------- |  | ----------- | ----------- |
| Cattolici                                         | Cattolici |  | 97.6        | 97.6        |
| Ortodossi                                         | Ortodossi |  | 2.4         | 2.4         |
| Percentuale basata su un campione di 1003 persone |           |  |             |             |

La maggioranza della popolazione è cattolica. L'immigrazione di cittadini comunitari ed extra-comunitari ha portato all'insediamento di minoranze di ortodossi.
Nel comune è presente una parrocchia cattolica appartenente alla diocesi di Cuneo. La chiesa più antica e di maggior rilievo è indubbiamente la chiesa parrocchiale dei Santi Pietro e Paolo.

## Amministrazione

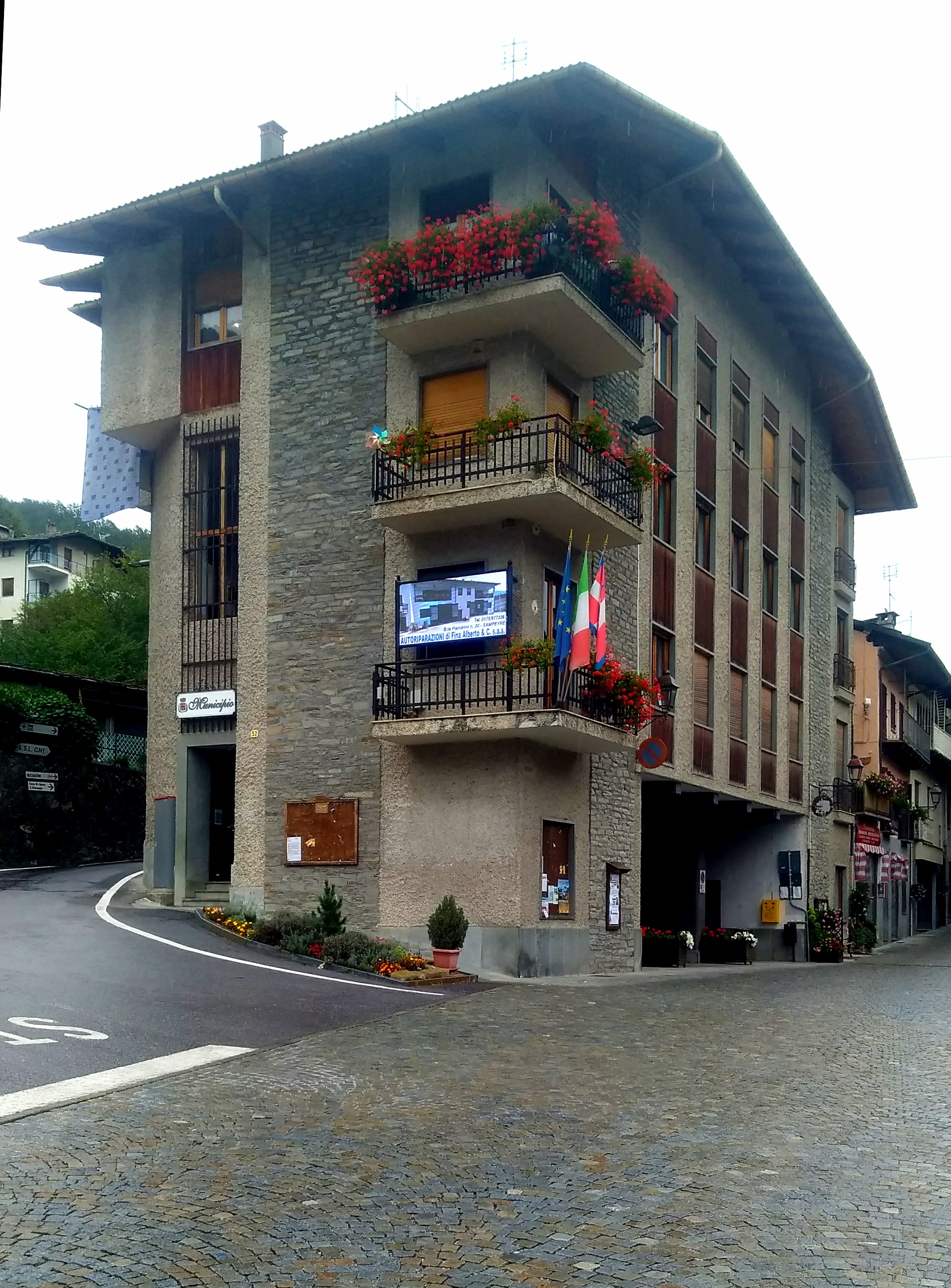
Il municipio

Di seguito è presentata una tabella relativa alle amministrazioni che si sono succedute in questo comune.
| Periodo          | Periodo        | Primo cittadino   | Partito                                      | Carica  | Note   |
| ---------------- | -------------- | ----------------- | -------------------------------------------- | ------- | ------ |
| 2 settembre 1988 | 7 giugno 1993  | Renato Baralis    | -                                            | Sindaco | [ 30 ] |
| 7 giugno 1993    | 28 aprile 1997 | Renato Baralis    | Democrazia Cristiana                         | Sindaco | [ 30 ] |
| 28 aprile 1997   | 14 maggio 2001 | Renato Baralis    | ind.sin.                                     | Sindaco | [ 30 ] |
| 14 maggio 2001   | 30 maggio 2006 | Roberto Dadone    | centro-destra                                | Sindaco | [ 30 ] |
| 30 maggio 2006   | 16 maggio 2011 | Renato Baralis    | lista civica                                 | Sindaco | [ 30 ] |
| 16 maggio 2011   | 6 giugno 2016  | Roberto Sasia     | lista civica: Giovani per una nuova Sampeyre | Sindaco | [ 30 ] |
| 6 giugno 2016    | 4 ottobre 2021 | Domenico Amorisco | lista civica: Coalizione per Sampeyre        | Sindaco | [ 31 ] |
| 4 ottobre 2021   | in carica      | Roberto Dadone    | lista civica: Lista Dadone                   | Sindaco | [ 32 ] |

### Altre informazioni amministrative
Il comune di Sampeyre faceva parte della Comunità montana Valli Po, Bronda, Infernotto e Varaita.